# Caio Júlio Julo (cônsul em 447 a.C.)
Caio Júlio Julo (em latim: Gaius Iulius Iullus) foi um político da gente Júlia nos primeiros anos da República Romana eleito cônsul por duas vezes, em 447 e 435 a.C., com Marco Gegânio Macerino e Lúcio Vergínio Tricosto respectivamente. Foi também decênviro no Primeiro Decenvirato, em 451 a.C. É possível ainda que tenha sido cônsul uma terceira vez em 434 a.C., mas as fontes, segundo Lívio, são contraditórias.
Supõe se que Caio Júlio seja filho de Caio Júlio Julo, cônsul em 482 a.C.

## Decenvirato
Caio Júlio foi eleito em 451 a.C. para compor o Primeiro Decenvirato, que elaborou a "Lei das Dez Tábuas", que seria completada no decenvirato seguinte resultando na Lei das Doze Tábuas.

## Primeiro consulado (447 a.C.)
Foi eleito para a posição de cônsul pela primeira vez em 447 a.C. com Marco Gegânio Macerino. Durante seu mandato, mediou as disputas entre os tribunos da plebe e os jovens nobres, sem se comprometer, porém, com uma ou outra posição, conseguindo evitar que a plebe adiasse ou impedisse os trabalhos, lembrando que a discórdia interna daria mais oportunidades aos inimigos de Roma, colocando o Estado em perigo. Desta forma garantiu a harmonia suficiente à política romana.

## Segundo consulado (435 a.C.)
Caio Júlio foi reeleito em 435 a.C., desta vez com Lúcio Vergínio Tricosto, e teve que enfrentar uma terrível epidemia em Roma e nas redondezas, uma invasão dos fidenos e outra dos veios, unidos contra uma Roma já no limite de suas forças. Os invasores ultrapassaram o rio Aniene e acamparam perto da Porta Colina. Júlio posicionou suas tropas na margem e nas muralhas enquanto Vergínio consultava o Senado, que elegeu como ditador Quinto Servílio Prisco, que derrotou e expulsou os atacantes do território romano.

## Terceiro consulado?
Lívio nota que as fontes são contraditórios sobre um terceiro mandato de Caio Júlio Julo em 434 a.C., ano no qual Mamerco Emílio Mamercino foi nomeado ditador pela segunda vez; Licínio Macro reporta como cônsules em 434 a.C. Caio Júlio e Lúcio Vergínio Tricosto, enquanto Quinto Tuberão e Valério Antias reportam como tribunos consulares Marco Mânlio Capitolino e Quinto Sulpício Camerino Pretextato.